# Rheiformes
De orde Rheiformes of nandoes behoort tot de zogenaamde Paleognathae, samen met vijf andere ordes: tinamoes, struisvogels, emoes, kasuarissen en kiwi's. Dit zijn vogels die in het skelet (kaak en borstbeen) en in hun DNA kenmerken vertonen die bij alle andere vogels ontbreken. Vier ordes bestaan uit loopvogels, de tinamoes kunnen ook vliegen. De orde kent 1 familie, 1 geslacht en 2 soorten.
Nandoes zijn grote Zuid-Amerikaanse vogels die qua uiterlijk aan de struisvogels doen denken. De seksen zijn echter in tegenstelling tot bij struisvogels nauwelijks van elkaar te onderscheiden. Nandoes hebben een erg kleine staart. De lengte varieert van 90 tot 130 cm.
Recent DNA-onderzoek van Van Tuinen, Sibley en Hedges (1998) wijst uit dat de nandoes nauw verwant zijn aan de struisvogels, met als zustergroep de emoes en kasuarissen.

## Taxonomie
- Orde: Rheiformes (Nandoes)
  -  Familie: Rheidae
    -  Geslacht: Rhea
      - Soort: Rhea americana (Nandoe)
      -  Soort: Rhea pennata (Darwins nandoe)

Accipitriformes (roofvogels en gieren, exclusief valken) · Aegotheliformes (dwergnachtzwaluwen) · Anseriformes (eendachtigen) · Apodiformes (gierzwaluwen en kolibries) · Apterygiformes (kiwi's) · Bucerotiformes (neushoornvogels) · Caprimulgiformes (nachtzwaluwen) · Cariamiformes (seriema's) · Casuariiformes (kasuarissen en emoe) · Charadriiformes (steltloperachtigen) · Ciconiiformes (ooievaarachtigen) · Coliiformes (muisvogels) · Columbiformes (duiven) · Coraciiformes (scharrelaars) · Cuculiformes (koekoekachtigen) · Eurypygiformes (kagoe en zonneral) · Falconiformes (valken en caracara’s) · Galliformes (hoenderachtigen) · Gaviiformes (duikers) · Gruiformes (kraanvogelachtigen) · Leptosomiformes (koerol) · Mesitornithiformes (steltrallen) · Musophagiformes (toerako's) · Nyctibiiformes (reuzennachtzwaluwen) · Opisthocomiformes (hoatzin) · Otidiformes (trappen) · Passeriformes (zangvogels) · Pelecaniformes (pelikanen, reigerachtigen, ibissen en lepelaars) · Phaethontiformes (keerkringvogels) · Phoenicopteriformes (flamingo's) · Piciformes (spechtachtigen) · Podargiformes (kikkerbekken) · Podicipediformes (futen) · Procellariiformes (buissnaveligen) · Psittaciformes (papegaaiachtigen) · Pterocliformes (zandhoenders) · Rheiformes (nandoes) · Sphenisciformes (pinguïns) · Steatornithiformes (vetvogel) · Strigiformes (uilen) · Struthioniformes (loopvogels o.a. struisvogel) · Suliformes (slangenhalsvogels, fregatvogels, aalscholvers en janvangenten) · Tinamiformes (stuithoenders) · Trogoniformes (trogons)

 Portaal Vogels · Indeling van de vogels